# John Madden (regista)
John Madden (Portsmouth, 8 aprile 1949) è un regista cinematografico e regista televisivo britannico.

## Biografia
Candidato ai Premi Oscar 1999 per la miglior regia del film Shakespeare in Love, dopo il successo ottenuto con questo film ha girato Il mandolino del capitano Corelli, Proof - La prova, Killshot, Il debito, Marigold Hotel, Ritorno al Marigold Hotel e Miss Sloane - Giochi di potere. Nel 2012 ha ricevuto il Premio Federico Fellini½ per l'eccellenza artistica al Bif&st di Bari.

## Filmografia parziale

### Regista

#### Cinema
- Un assassino con me (The Widowmaker) – film TV (1990)
- Ethan Frome - La storia di un amore proibito (Ethan Frome) (1993)
- Golden Gate (1994)
- La mia regina (Mrs. Brown) (1997)
- Shakespeare in Love (1998)
- Il mandolino del capitano Corelli (Capitan Corelli's Mandolin) (2001)
- Proof - La prova (Proof) (2005)
- Killshot (2008)
- Il debito (The Debt) (2010)
- Marigold Hotel (The Best Exotic Marigold Hotel) (2012)
- Ritorno al Marigold Hotel (The Second Best Exotic Marigold Hotel) (2015)
- Miss Sloane - Giochi di potere (Miss Sloane) (2016)
- L'arma dell'inganno - Operation Mincemeat (2021)

#### Televisione
- A Wreath of Roses – film TV (1987)
- After the War – miniserie TV (1989)
- Un assassino con me (The Widowmaker) – film TV (1990)
- Ispettore Morse – serie TV, 4 episodi (1990-1995)
- Prime Suspect: The Lost Child – film TV (1995)

### Produttore
- Il GGG - Il grande gigante gentile (The BFG), regia di Steven Spielberg (2016)